# Avocadoöl
Avocadoöl ist ein Pflanzenöl, das aus den Früchten des Avocadobaums (Persea americana) gewonnen wird. Es ist wie das Olivenöl ein Fruchtfleischöl, das Mesokarp enthält bis zu 30 % Fett, wobei der Fettgehalt der verschiedenen Kultivare stark schwankt.

## Herstellung
Das Avocadoöl wird meistens durch Kaltpressung aus dem Fruchtfleisch gewonnen (Avocado oleum virginale); die Gewinnung kann auch enzymatisch unterstützt oder das Öl heißgepresst und mittels Lösemitteln extrahiert werden. Raffiniertes Avocadoöl (Avocado oleum raffinatum) ist von heller Farbe und eher klar. Der zurückbleibende Presskuchen wird als Tierfutter genutzt.
Auch noch weitere Gewinnungsmethoden finden Anwendung.

## Zusammensetzung

Allgemeine chemische Struktur von Pflanzenölen wie Avocadoöl (R^{1}, R^{2} und R^{3} sind langkettige Alkyl- oder Alkenylreste mit einer meist ungeraden Anzahl von Kohlenstoffatomen)

Avocadoöl ist ein Triglycerid, also ein Gemisch vieler Triester des Glycerins mit wechselnden Anteilen von Fettsäureresten. Von den Fettsäureresten ist der Ölsäurerest mit einem Anteil von rund 52 % dominierend.
Das leicht trübe Avocadoöl ist dunkelgelb-braun, grünlich und riecht fruchtig-lieblich, leicht muffig und säuerlich. Die grünliche Trübung wird durch den hohen Gehalt an Pigmenten (Chlorophyll, Carotinoide) hervorgerufen. Wie alle Öle pflanzlichen Ursprungs enthält auch Avocadoöl Phytosterine, insbesondere β-Sitosterin.
Der Rauchpunkt des raffinierten Öls liegt bei über 250 °C.

## Verwendung
Es dient als aromatisierendes Speiseöl. Daneben wird es zur Herstellung von Hautpflegeprodukten verwendet. In Kosmetikartikel wird es in der Liste der Inhaltsstoffe als PERSEA GRATISSIMA OIL (INCI) angegeben. Das aus dem Avocadokern (Samen) gewonnene Fett wird als PERSEA GRATISSIMA BUTTER in der Liste der kosmetischen Inhaltsstoffe geführt.